# Amores Roubados
Amores Roubados é uma minissérie brasileira produzida pela TV Globo e exibida de 6 a 17 de janeiro de 2014, em 10 capítulos. Escrita por George Moura, com colaboração de Sergio Goldenberg, Flávio Araújo e Teresa Frota, com supervisão de texto de Maria Adelaide Amaral, contou com a direção geral de José Luiz Villamarim e direção de núcleo de Ricardo Waddington.
É livremente inspirada no livro A Emparedada da Rua Nova, escrito pelo jornalista e fundador da Academia Pernambucana de Letras, Carneiro Vilela (1846-1913). A obra editada semanalmente no Jornal Pequeno, do Recife, entre 1909 e 1912, só foi transformada em livro no início do século XX, e é um folhetim que faz sucesso há mais de 100 anos. A história é considerada uma lenda urbana recifense.
Contou com as participações Cauã Reymond, Isis Valverde, Cássia Kis Magro, Jesuíta Barbosa, Irandhir Santos, Dira Paes, Osmar Prado, Patrícia Pillar e Murilo Benício.

## Antecedentes
Em 1982, já consolidada em teledramaturgia por suas novelas e séries de televisão, a Rede Globo resolveu produzir uma minissérie. Lampião e Maria Bonita, então, foi produzida. O romance de Aguinaldo Silva e Doc Comparato foi exibido entre 26 de abril e 5 de maio de 1982, totalizando 8 capítulos. O tema foi bem-avaliado e a parceria rendeu outra produção, Padre Cícero, dois anos depois. Depois, outras histórias do gênero foram exibidas, com pausas entre uma e outra. No ano de 2005, a emissora passou a elaborar mais de uma trama por ano, a partir de Hoje é Dia de Maria, que foi seguida por Mad Maria e pela segunda jornada da primeira. Somente no ano seguinte, a Globo transmitiu apenas uma história: JK, de Maria Adelaide Amaral e Alcides Nogueira, que teve 47 episódios. Então, o canal continuou a produzir e exibir minisséries, sempre no começo ou no final de um ano. Para iniciar o ano de 2013, George Moura foi o escolhido pela emissora para idealizar uma minissérie. Então, ele escreveu O Canto da Sereia, inspirado pelo livro homônimo de Nelson Motta e sob a supervisão de texto de Glória Perez. A história foi bem-recebida pela crítica e oscilou uma média de 21,5 pontos na Grande São Paulo. Desta forma, o autor foi novamente escolhido para escrever uma nova trama para 2014, desta vez, supervisionado por Maria Adelaide Amaral.

## Produção
"O cavalo não existe mais, existe a moto há mais de dez anos. A emissora é obrigada a se atualizar para não ficar de fora da audiência no Nordeste".

—Julio Wainer, especialista da TV PUC, sobre a atualização pela qual a história teve que passar.
A história inspirou-se no livro A Emparedada da Rua Nova, escrito pelo jornalista e fundador da Academia Pernambucana de Letras, Carneiro Vilela. A obra foi editada semanalmente no Jornal Pequeno, do Recife, entre 1909 e 1912, e só foi transformada em livro no início do século XX, e faz sucesso há mais de 100 anos. É considerada uma lenda urbana recifense. O autor já almejava há mais de dez anos produzir uma trama baseada no livro. Nos seus planos, a trama seria exibida em 2013, mas ele a adiou devido a O Canto da Sereia. Por ter apenas dez capítulos, seu roteiro foi finalizado antes da estreia. Toda a história foi atualizada para o século XXI pelo autor.  As gravações foram iniciadas em julho de 2013 em Petrolina, passando também por Lagoa Grande, ambas em Pernambuco e em Juazeiro e Paulo Afonso, na Bahia. Não houve filmagens no Projac.

### Escolha do elenco
O produtor de elenco da minissérie foi Chico Accioly, conhecido por produzir o elenco de filmes como À Deriva e O Cheiro do Ralo. Para conferir maior realismo à pronúncia do sotaque nordestino, foram escalados atores pernambucanos como Irandhir Santos, Jesuíta Barbosa, Germano Haiut, Thaysa Zooby, Walter Breda, entre outros artistas do estado e de outras partes do Nordeste do Brasil. Já os atores de outras regiões tiveram aulas e preparações fonoaudiólogas. Murilo Benício disse que "em um primeiro momento, a gente se sente ridículo. Até você realmente começar a se sentir bem falando, você passa por uma estrada muito dolorida". Julio Wainer, especialista da TV PUC, elogiou a escolha do elenco: "Hoje, o melhor cinema no Brasil está em Pernambuco e as novelas são feitas com atores do Sudeste. É uma tentativa de se atualizar sem perder a referência do imaginário e ainda buscar novos mananciais de atores. É um jogo de caras mais conhecidas e de caras novas".

### Cenário e caracterização
A casa do personagem Leandro foi construída de pedras e tijolos de barro. Já para compor as garrafas da vinícola de Jaime foram estampados mais de seis mil caixas e cinco mil rótulos. As filmagens foram todas realizadas no sertão nordestino, para mostrar o "sertão real", e 70% das cenas foram externas. A jornalista Patrícia Kogut, do jornal O Globo, comentou que "as temperaturas abrasadoras levam diretores, câmeras e produção a trabalhar usando roupas com proteção contra raios ultravioleta. A vegetação é a típica do agreste, venta pouco, chove menos ainda. Mas a região, à beira do Rio São Francisco, também é apelidada de "a Califórnia do Nordeste" graças aos seus vinhedos, resultado de uma técnica de irrigação que trouxe prosperidade e subverteu a monotonia da aridez reinante." O local foi escolhido pois "[trata-se de] trama de paixão e vingança, e esses dois movimentos exigiam uma geografia física compatível. O sertão que, banhado com a água do rio, se torna fértil, como aqui, é muito simbólico do desejo, tema central dessa história. Onde não há alimento, o desejo murcha", explicou o autor.
| “ | O Leandro é filho de uma prostituta, o que me levou a imaginar que foi iniciado sexualmente cedo. Para essa construção, fui ajudado por Chico Aciolly, com quem trabalhei bastante no cinema. E o Zé [Villamarim] é um cara muito artista. Numa novela, você passa por vários diretores. Aqui, é um só, o que muda tudo. E o Walter [Carvalho] também faz a diferença, ele está muito dentro da cena, toca no ator fisicamente, vira a câmera na hora certa, é impressionante. | ” |

Dira Paes comentou, em entrevista ao UOL, suas cenas de nu, dizendo o seguinte: "Achei um nu muito natural. As cenas pediam uma sensualidade. Acho que existe um maestro, que é o José Luiz Villamarim, que é o rei do bom gosto. Não é fácil de se ver, você sempre procura se criticar, mas amei o resultado."

## Exibição
O primeiro capítulo de Amores Roubados foi exibido em 6 de janeiro de 2014, após Amor à Vida, pela Rede Globo. O drama foi apresentado de segunda a sexta, com a classificação indicativa de imprópria para menores de 16 anos, por conter cenas de sexo, drogas e violência, de acordo com o Ministério da Justiça. Durante sua exibição, a emissora recebeu diversas reclamações quanto ao áudio, que apresentava falhas. Portanto, os atores foram convocados para dublar a trama. Daniel Ribeiro, do portal RD1, e Patrícia Kogut, de O Globo, destacaram o quão discreto foi o processo. A partir do dia 14, a trama passou a ser exibida após o Big Brother Brasil, atrasando a transmissão em 20 minutos. Endrigo Annyston, do RD1, criticou a estratégia, comentando que "a medida faz com que o desempenho das atrações seja afetado consideravelmente", e perguntando-se: "Custava lançar o Big Brother Brasil no dia 21? Com os capítulos finais de Amor à Vida, certamente o formato não seria prejudicado. O telespectador, no entanto, continua sendo desrespeitado pelas redes de TV." Seu desfecho foi mostrado em 17 de janeiro de 2014, totalizando 10 capítulos. Sua abertura exibia imagens do sertão nordestino em conjunto com fotos das personagens e cenas da trama. Por fim, era transmitida uma imagem de um lago e o logotipo no canto direito. Este padrão era mudado nas vinhetas de intervalo, quando eram exibidas outras diversas imagens.
Foi reapresentada em duas partes no festival Luz, Câmera, 50 Anos nos dias 21 e 23 de Abril de 2015. Sua primeira parte foi exibida na segunda linha de shows, após Tapas & Beijos que registrou os pífios 9,3 pontos. A segunda e última parte da reapresentação também foi exibida na segunda linha de shows e, após Chapa Quente, registrou 12 pontos de média.

## Elenco
Cauã Reymond interpreta Leandro, filho da prostituta Carolina (Cássia Kis Magro).  Ele foi para São Paulo ainda criança, e volta para o sertão nordestino como um sommelier, apreciador de vinhos e mulheres. A primeira mulher que ele seduz é Celeste (Dira Paes), casada com Cavalcanti (Osmar Prado), seguida de Isabel (Patrícia Pillar), que é esposa de Jaime (Murilo Benício) e filha de Antônio (Germano Haiut). Isabel e Jaime são pais de Antônia (Ísis Valverde), por quem Leandro acaba por se apaixonar. Fortunato (Jesuíta Barbosa) é um grande amigo de Leandro. Funcionário de uma oficina mecânica, tenta alertá-lo de que nem tudo na vida são vinhos e mulheres.
| Ator                 | Personagem                      |
| -------------------- | ------------------------------- |
| Cauã Reymond         | Leandro Dantas                  |
| Isis Valverde        | Antônia Braga Favais            |
| Patricia Pillar      | Isabel Braga Favais             |
| Dira Paes            | Celeste Cavalcanti              |
| Osmar Prado          | Roberto Cavalcanti (Cavalcante) |
| Murilo Benício       | Jaime Favais                    |
| Cássia Kis Magro     | Carolina Dantas (Calu)          |
| Irandhir Santos      | João Paulo da Silva             |
| Jesuíta Barbosa      | Fortunato Dias                  |
| Orival Pessini       | Padre José                      |
| César Ferrario       | Bigode de Arame                 |
| Germano Haiut        | Antônio Vieira Braga            |
| Thaysa Zooby         | Ana Clara                       |
| Magdale Alves        | Cleonice                        |
| Antônio Fábio        | Deocleci                        |
| Walter Breda         | Delegado Givaldo                |
| Jorge Vasconcelos    | Zarolho                         |
| Thierry Tremouroux   | Oscar Beerhouse                 |
| Cláudio Jaborandy    | Inspetor Britivaldo Bezerra     |
| Lana Guelero         | Srª. Bezerra                    |
| Magdale Alves        | Cleonice                        |
| Zé Ramos             | Zé Romão                        |
| João Fernando Walker | Tiago Cavalcanti                |
| Paula Gariba Costa   | Laura                           |
| Inácio Paes Baião    | Leandro Favais Dantas           |

## Enredo
A trama conta a história de Leandro (Cauã Reymond), um belo jovem nascido no sertão, mas criado em São Paulo pela mãe prostituta Carolina Dantas (Cássia Kis Magro).
Mais velho, ele retorna à sua cidade natal como sommelier, onde se envolve com nada menos que três mulheres: Celeste (Dira Paes), Isabel (Patrícia Pillar) e Antônia (Ísis Valverde). Cauã e Ísis interpretam os apaixonados Leandro e Antônia, que vivem uma história de desejo, ciúmes e vingança.
O poema que Leandro usa para seduzir Isabel é um dos símbolos da minissérie:
"Eu não quero o teu corpo
Eu não quero a tua alma,
Eu deixarei intato o teu ser, a tua pessoa inviolável
Eu quero apenas uma parte neste prazer
A parte que não te pertence."
— Joaquim Cardoso, poeta pernambucano, 1897-1978

## Galeria de Fotos

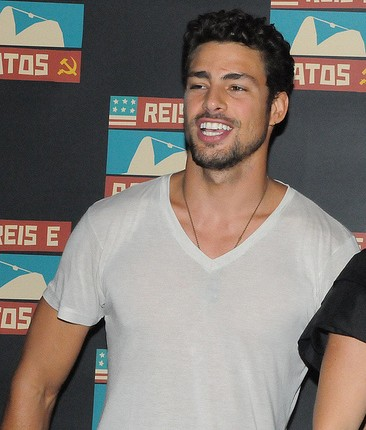
Cauã Reymond Leandro
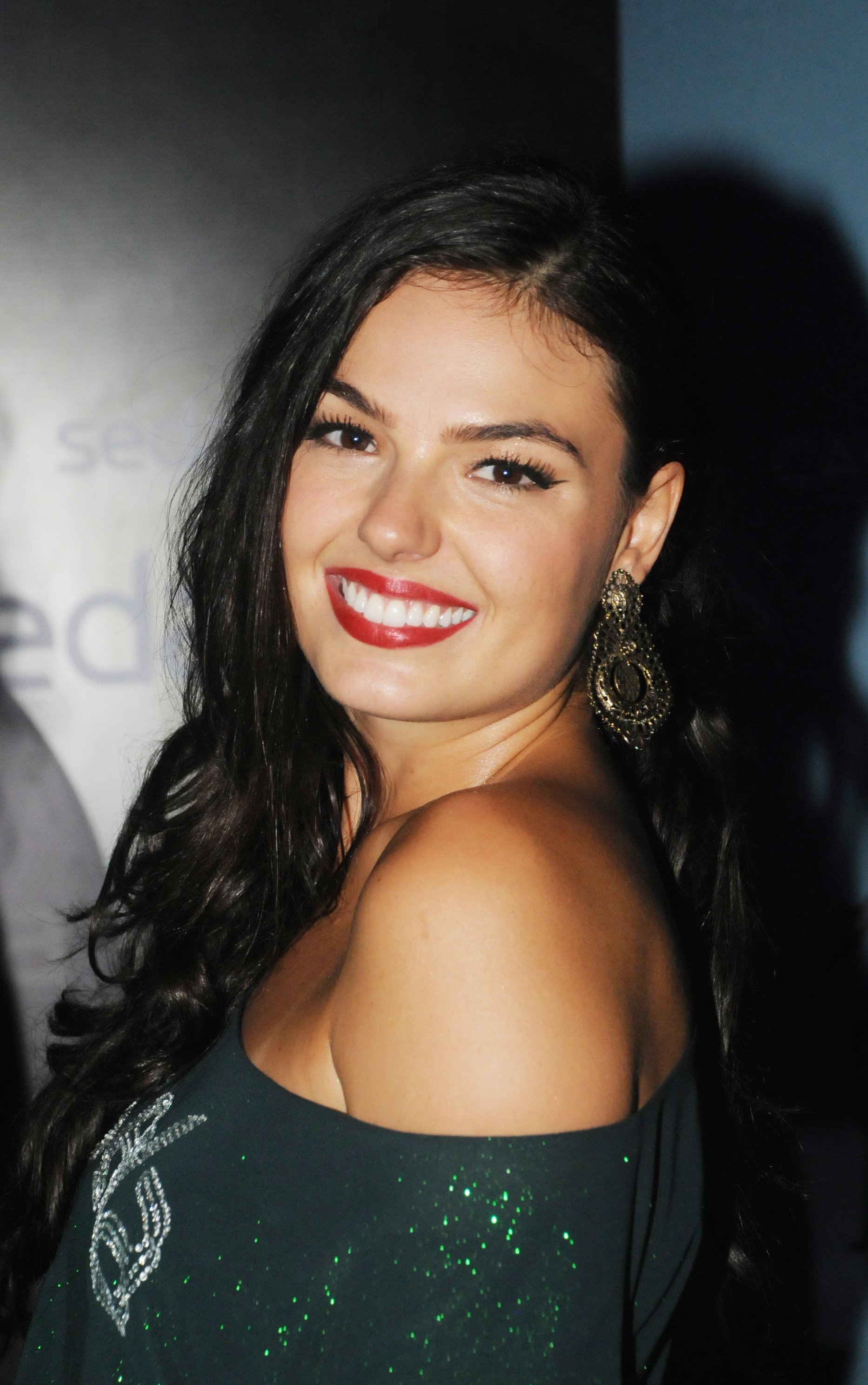
Isis Valverde Antônia
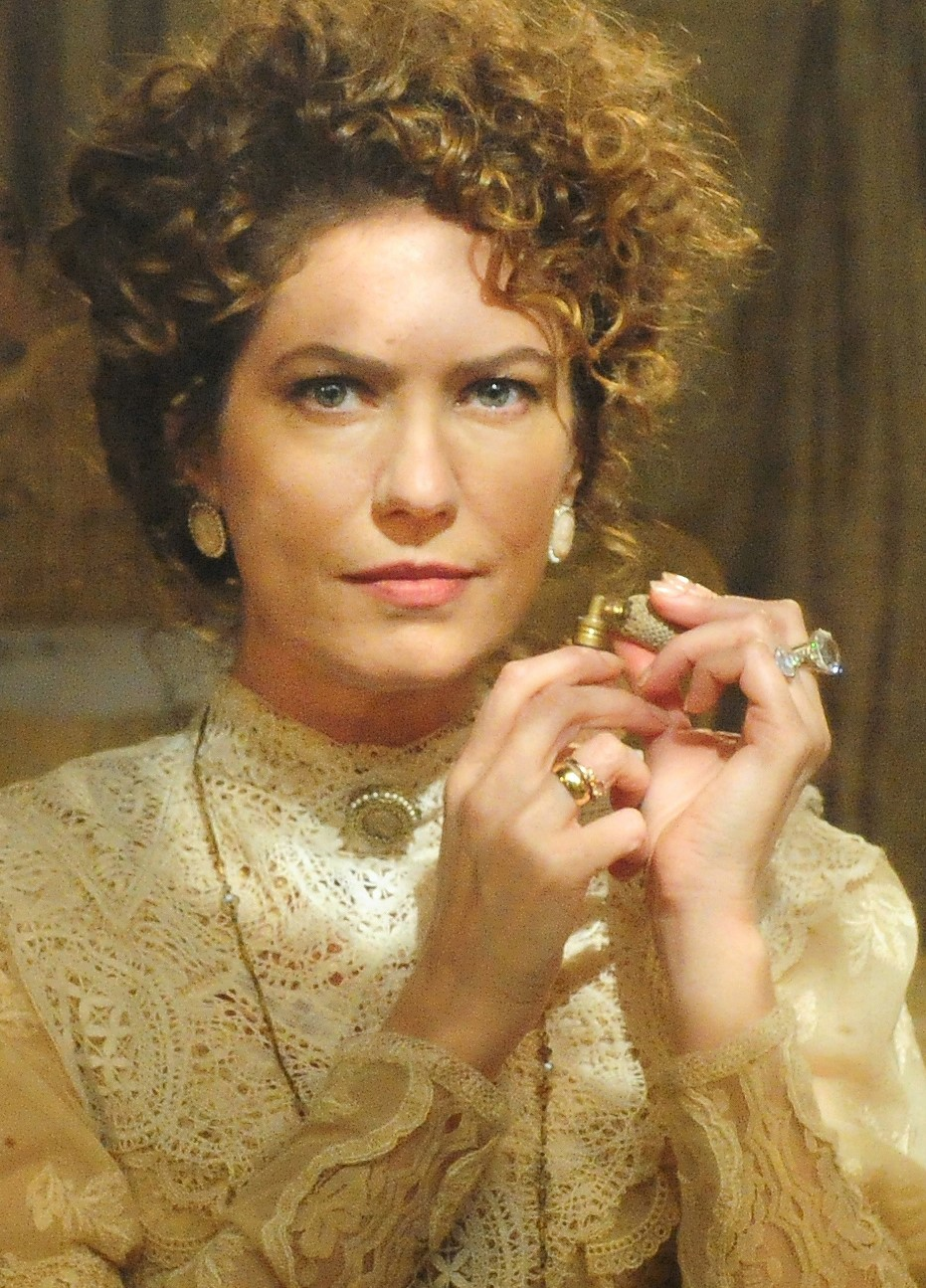
Patricia Pillar Isabel
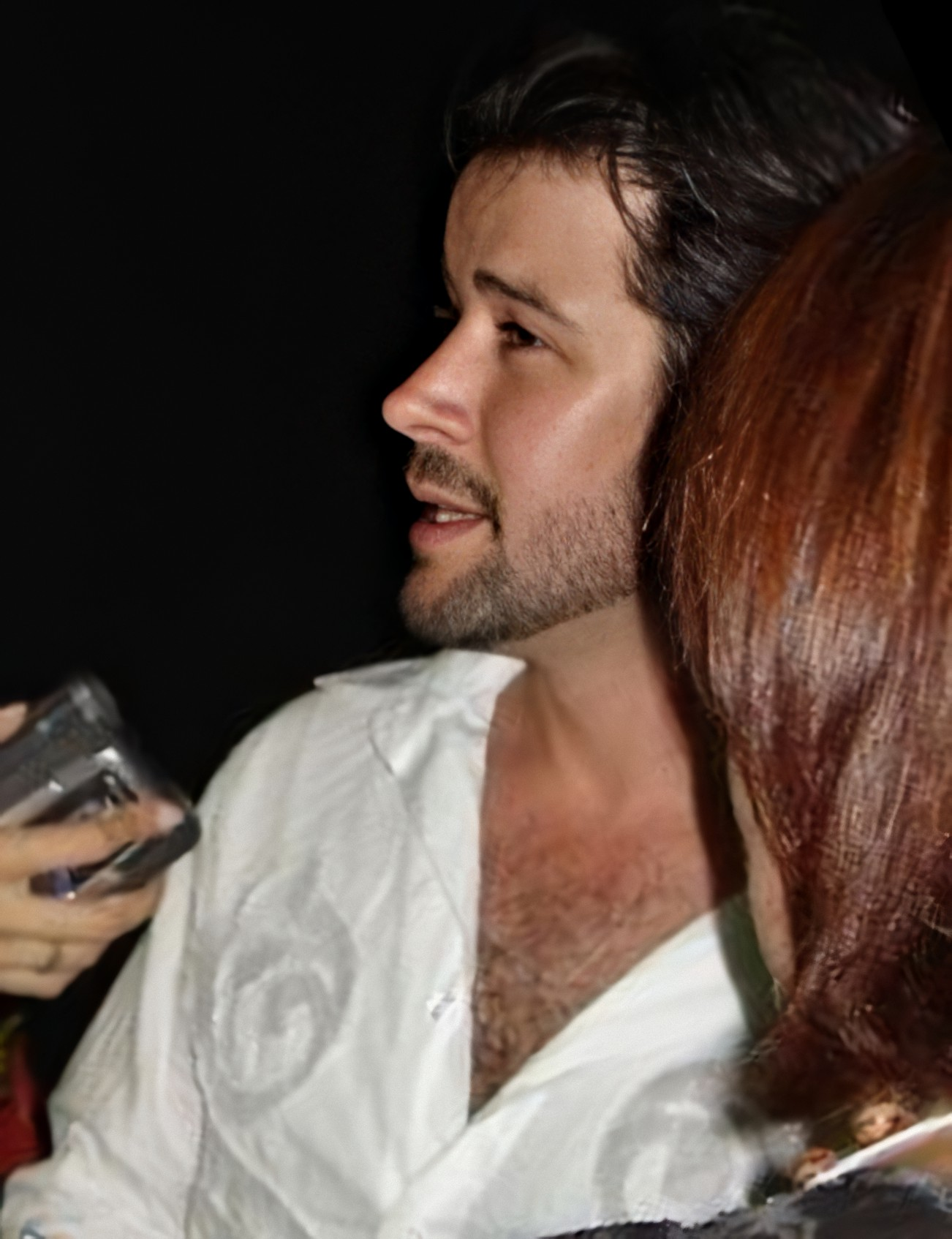
Murilo Benício Jaime
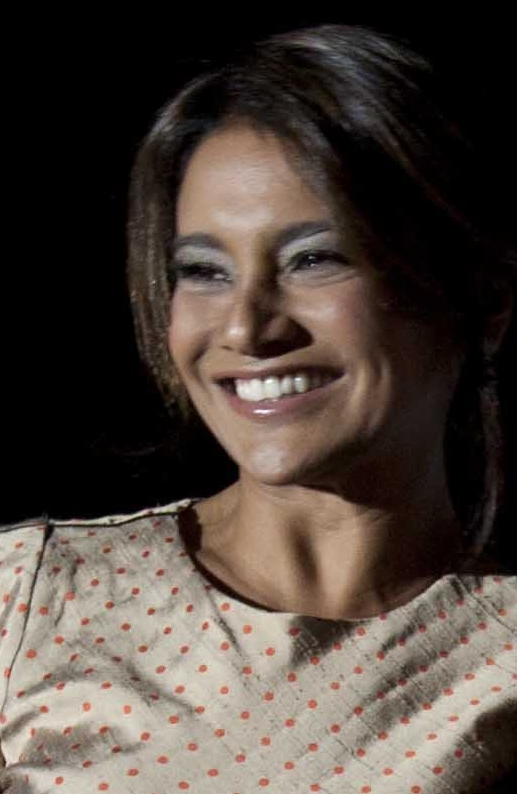
Dira Paes Celeste
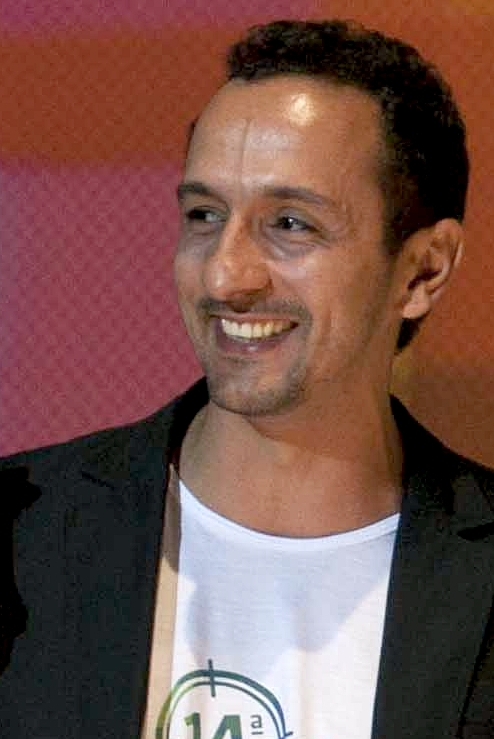
Irandhir Santos João
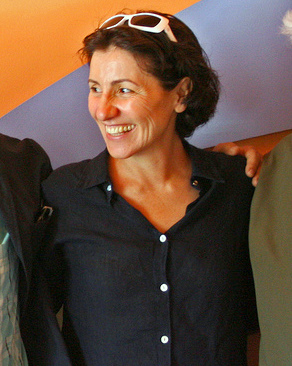
Cássia Kis Magro Calu
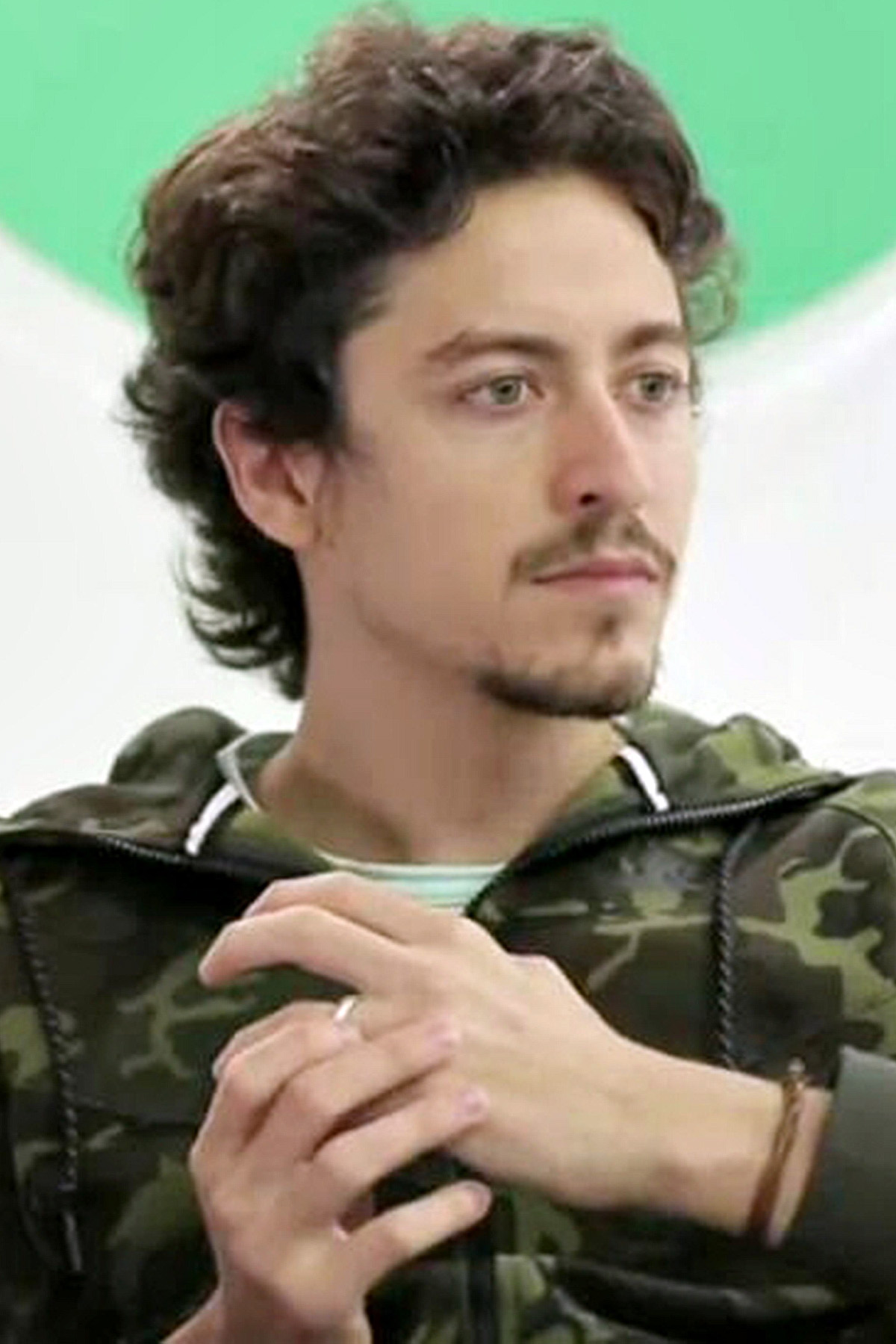
Jesuíta Barbosa Fortunato

## Transmissão
| País                 | Canal          | Título local    | Estreia                 | Final                   | Horário semanal     | Hora  | Ref    |
| -------------------- | -------------- | --------------- | ----------------------- | ----------------------- | ------------------- | ----- | ------ |
| Brasil               | Rede Globo     | Amores Roubados | 6 de janeiro de 2014    | 17 de janeiro de 2014   | Segunda a Sexta     | 23:00 | [ 44 ] |
| Portugal             | Globo Portugal | Amores Roubados | 27 de julho de 2014     | 3 de agosto de 2014     | Segunda a Domingo   | 22:00 | [ 45 ] |
| México               | Azteca Trece   | Amores Robados  | 14 de setembro de 2015  | 22 de setembro de 2015  | Segunda a Sexta     | 21:00 | [ 46 ] |
| Argentina            | Telefe         | Amores Robados  | 21 de setembro de 2015  | 2 de outubro de 2015    | Seg, Ter, Qui e Sex | 23:00 | [ 47 ] |
| Argentina            | Canal 9        | Amores Robados  | 8 de outubro de 2015    | 3 de novembro de 2015   | Terça e Quinta      | 23:00 | [ 48 ] |
| Costa Rica           | Teletica       | Amores Robados  | 6 de janeiro de 2016    | 15 de janeiro de 2016   | Segunda a Sexta     | 00:30 | [ 49 ] |
| Uruguai              | Teledoce       | Amores Robados  | 26 de janeiro de 2016   | 18 de fevereiro de 2016 | Terça e Quinta      | 23:30 | [ 50 ] |
| Portugal             | SIC            | Amores Roubados | 14 de fevereiro de 2016 | 17 de abril de 2016     | Domingo             | 00:00 | [ 51 ] |
| Portugal             | Globo Portugal | Amores Roubados | 4 de julho de 2016      | 15 de julho de 2016     | Segunda a Sexta     | 23:00 | [ 52 ] |
| Coreia do Sul        | TeleNovela     | 카사노바        | 21 de novembro de 2016  | 6 de dezembro de 2016   | Segunda a Quarta    | 10:00 | [ 53 ] |
| Honduras             | Pasiones       | Amores Robados  | 29 de dezembro de 2016  | 9 de janeiro de 2017    | Segunda a Sexta     | 17:00 | [ 54 ] |
| Costa Rica           | Pasiones       | Amores Robados  | 29 de dezembro de 2016  | 9 de janeiro de 2017    | Segunda a Sexta     | 17:00 | [ 54 ] |
| Guatemala            | Pasiones       | Amores Robados  | 29 de dezembro de 2016  | 9 de janeiro de 2017    | Segunda a Sexta     | 17:00 | [ 54 ] |
| El Salvador          | Pasiones       | Amores Robados  | 29 de dezembro de 2016  | 9 de janeiro de 2017    | Segunda a Sexta     | 17:00 | [ 54 ] |
| México               | Pasiones       | Amores Robados  | 29 de dezembro de 2016  | 9 de janeiro de 2017    | Segunda a Sexta     | 17:00 | [ 54 ] |
| Peru                 | Pasiones       | Amores Robados  | 29 de dezembro de 2016  | 9 de janeiro de 2017    | Segunda a Sexta     | 18:00 | [ 54 ] |
| Equador              | Pasiones       | Amores Robados  | 29 de dezembro de 2016  | 9 de janeiro de 2017    | Segunda a Sexta     | 18:00 | [ 54 ] |
| Colômbia             | Pasiones       | Amores Robados  | 29 de dezembro de 2016  | 9 de janeiro de 2017    | Segunda a Sexta     | 18:00 | [ 54 ] |
| Venezuela            | Pasiones       | Amores Robados  | 29 de dezembro de 2016  | 9 de janeiro de 2017    | Segunda a Sexta     | 19:00 | [ 54 ] |
| Bolívia              | Pasiones       | Amores Robados  | 29 de dezembro de 2016  | 9 de janeiro de 2017    | Segunda a Sexta     | 19:00 | [ 54 ] |
| Paraguai             | Pasiones       | Amores Robados  | 29 de dezembro de 2016  | 9 de janeiro de 2017    | Segunda a Sexta     | 20:00 | [ 54 ] |
| Chile                | Pasiones       | Amores Robados  | 29 de dezembro de 2016  | 9 de janeiro de 2017    | Segunda a Sexta     | 20:00 | [ 54 ] |
| Argentina            | Pasiones       | Amores Robados  | 29 de dezembro de 2016  | 9 de janeiro de 2017    | Segunda a Sexta     | 20:00 | [ 54 ] |
| Uruguai              | Pasiones       | Amores Robados  | 29 de dezembro de 2016  | 9 de janeiro de 2017    | Segunda a Sexta     | 20:00 | [ 54 ] |
| Peru                 | ATV            | Amores Robados  | 5 de abril de 2017      | 14 de abril de 2017     | Segunda a Sexta     | 22:00 | [ 55 ] |
| República Dominicana | Tele Antillas  | Amores Robados  | 11 de março de 2021     | 23 de março de 2021     | Segunda a Sexta     | 22:00 | —      |

## Audiência e repercussão
A estreia teve 31 pontos de média e 55% de share segundo a assessoria de imprensa da Rede Globo, um aumento de 2% na média de audiência do horário em comparação com as quatro semanas anteriores. O segundo capítulo, assim como o primeiro, registrou 31 pontos na Grande São Paulo, com 54% de share. A partir do sétimo episódio, veiculado pela emissora no dia 14 de janeiro de 2014, ocorreu uma mudança de horário devido à estreia do reality show Big Brother Brasil 14, que passou a ser exibido antes da trama, afetando sua audiência, que continuou elevada para o horário porém inferior à dos seis primeiros episódios. A minissérie é o maior sucesso da emissora no subgênero desde 2003 com A Casa das Sete Mulheres escrita por Maria Adelaide Amaral. A produção fechou com média de 28 pontos e 53% de participação na Grande São Paulo,sendo a minissérie mais assistida na Década de 2010.
| Capítulo    | Audiência   | Fonte         |
| ----------- | ----------- | ------------- |
| Cap. 1      | 31 pontos   | [ 59 ] [ 60 ] |
| Cap. 2      | 31 pontos   | [ 57 ] [ 61 ] |
| Cap. 3      | 28 pontos   | [ 62 ]        |
| Cap. 4      | 30 pontos   | [ 63 ] [ 64 ] |
| Cap. 5      | 28 pontos   | [ 65 ]        |
| Cap. 6      | 32 pontos   | [ 66 ] [ 67 ] |
| Cap. 7      | 25 pontos   | [ 68 ]        |
| Cap. 8      | 25 pontos   | [ 69 ]        |
| Cap. 9      | 25 pontos   | [ 70 ]        |
| Cap. 10     | 27 pontos   | [ 71 ]        |
| Média Geral | 28,4 pontos | [ 58 ]        |

- Cada ponto, segundo o IBOPE, equivale a 65.201 domicílios na Grande São Paulo.[72]

### Prêmios e indicações
| Ano  | Prêmio                    | Categoria                                      | Indicado             | Resultado | Ref.          |
| ---- | ------------------------- | ---------------------------------------------- | -------------------- | --------- | ------------- |
| 2014 | Prêmio Contigo! de TV     | Melhor Série ou Minissérie                     | George Moura         | Venceu    | [ 73 ]        |
| 2014 | Prêmio Contigo! de TV     | Melhor Ator de Série e Minissérie              | Cauã Reymond         | Venceu    | [ 73 ]        |
| 2014 | Prêmio Contigo! de TV     | Melhor Ator de Série e Minissérie              | Murilo Benício       | Indicado  | [ 73 ]        |
| 2014 | Prêmio Contigo! de TV     | Melhor Atriz de Série e Minissérie             | Dira Paes            | Venceu    | [ 73 ]        |
| 2014 | Prêmio Contigo! de TV     | Melhor Atriz de Série e Minissérie             | Isis Valverde        | Indicada  | [ 73 ]        |
| 2014 | Prêmio Extra de Televisão | Melhor Série                                   | George Moura         | Venceu    | [ 74 ]        |
| 2014 | Prêmio Extra de Televisão | Melhor Ator                                    | Cauã Reymond         | Indicado  | [ 74 ]        |
| 2014 | Prêmio Extra de Televisão | Melhor Atriz Coadjuvante                       | Dira Paes            | Indicada  | [ 74 ]        |
| 2014 | Prêmio Extra de Televisão | Melhor Revelação                               | Jesuíta Barbosa      | Indicado  | [ 74 ]        |
| 2014 | Troféu APCA               | Dramaturgia                                    | George Moura         | Venceu    | [ 75 ] [ 76 ] |
| 2014 | Troféu APCA               | Melhor Atriz                                   | Cássia Kis Magro     | Venceu    | [ 75 ] [ 76 ] |
| 2014 | Troféu APCA               | Melhor Atriz                                   | Dira Paes            | Indicada  | [ 75 ] [ 76 ] |
| 2014 | Troféu APCA               | Melhor Atriz                                   | Patricia Pillar      | Indicada  | [ 75 ] [ 76 ] |
| 2014 | Troféu APCA               | Melhor Ator                                    | Cauã Reymond         | Indicado  | [ 75 ] [ 76 ] |
| 2014 | Troféu APCA               | Melhor Ator                                    | Jesuíta Barbosa      | Indicado  | [ 75 ] [ 76 ] |
| 2014 | Troféu APCA               | Melhor Ator                                    | Irandhir Santos      | Venceu    | [ 75 ] [ 76 ] |
| 2014 | Troféu APCA               | Melhor Direção                                 | José Luiz Villamarim | Venceu    | [ 75 ] [ 76 ] |
| 2014 | Melhores do Ano           | Melhor Ator de Série ou Minissérie             | Cauã Reymond         | Indicado  | [ 77 ]        |
| 2014 | Melhores do Ano           | Melhor Atriz de Série ou Minissérie            | Isis Valverde        | Indicada  | [ 77 ]        |
| 2014 | Prêmio F5                 | Série ou Minissérie do Ano                     | George Moura         | Venceu    | [ 78 ] [ 79 ] |
| 2014 | Prêmio F5                 | Ator do Ano (série ou minissérie)              | Cauã Reymond         | Indicado  | [ 80 ]        |
| 2014 | Prêmio F5                 | Atriz do Ano (série ou minissérie)             | Isis Valverde        | Indicado  | [ 81 ]        |
| 2014 | Prêmio F5                 | Ator Coadjuvante do Ano (série ou minissérie)  | Murilo Benício       | Venceu    | [ 79 ] [ 82 ] |
| 2014 | Prêmio F5                 | Ator Coadjuvante do Ano (série ou minissérie)  | Osmar Prado          | Indicado  | [ 79 ] [ 82 ] |
| 2014 | Prêmio F5                 | Atriz Coadjuvante do Ano (série ou minissérie) | Cássia Kis Magro     | Indicada  | [ 83 ]        |
| 2014 | Prêmio F5                 | Atriz Coadjuvante do Ano (série ou minissérie) | Dira Paes            | Indicada  | [ 83 ]        |

## Trilha sonora
Vinte e quatro faixas compõem a trilha sonora da minissérie:
| N.º | Título                                     | Música                         | Duração |  |
| 1.  | "Intro"                                    | The XX                         | 2:07    |  |
| 2.  | "Angels"                                   | The XX                         | 2:51    |  |
| 3.  | "Plain Gold Ring"                          | Nina Simone                    | 3:50    |  |
| 4.  | "Sometimes I Feel Like a Motherless Child" | Mormon Tabernacle Choir        | 3:42    |  |
| 5.  | "Baby Did A Bad Bad Thing"                 | Chris Isaak                    | 2:54    |  |
| 6.  | "Coqueiros"                                | Geraldo Azevedo                | 3:45    |  |
| 7.  | "Jura Secreta"                             | Fagner                         | 4:57    |  |
| 8.  | "Chão de Giz"                              | Zé Ramalho                     | 4:31    |  |
| 9.  | "Eu Te Amo"                                | Chico Buarque                  | 5:08    |  |
| 10. | "Barcarola do São Francisco"               | Geraldo Azevedo (part. Djavan) | 4:56    |  |
| 11. | "Vinho Guardado"                           | Nana Caymmi                    | 4:59    |  |
| 12. | "Frevo Mulher"                             | Amelinha                       | 3:58    |  |
| 13. | "O Ciúme"                                  | Caetano Veloso                 | 5:45    |  |
| 14. | "Mon Amour, Meu Bem, Ma Femme"             | Reginaldo Rossi                | 2:23    |  |
| 15. | "Xique-Xique"                              | Tom Zé                         | 5:29    |  |
| 16. | "Trilha de Sumé"                           | Lula Côrtes                    | 6:30    |  |
| 17. | "Vou Começar Tudo de Novo"                 | Reginaldo Rossi                | 3:39    |  |
| 18. | "Da Água Pro Vinho"                        | Aviões do Forró                | 3:26    |  |
| 19. | "O Pedido"                                 | Elomar                         | 3:20    |  |
| 20. | "Bailado das Muscarias"                    | Zé Ramalho (part. Lula Côrtes) | 4:36    |  |
| 21. | "Na Hora do Adeus"                         | Reginaldo Rossi                | 4:20    |  |
| 22. | "Auto de Zé Limeira"                       | Cabruêra                       | 3:14    |  |
| 23. | "Minha Doblô"                              | Silvanno Salles                | 3:23    |  |
| 24. | "Amor I Love You"                          | Reginaldo Rossi                | 4:31    |  |
| 25. | "Romance da lua lua"                       | Amelinha                       | 2:51    |  |

## Remake
Em 2019, a Telemundo em pareceria com a Rede Globo, realizou uma versão espanhol intitulada Jugar con Fuego (Brincar com Fogo), que contou no elenco as estrelas mexicanas Gaby Espino vivendo a personagem que no Brasil foi de Dira Paes e Carlos Ponce no papel do vilão que coube a Murilo Benício representar. A série ainda teve a participação do ator brasileiro Marcelo Serrado.